# 大方駅
大方駅（テバンえき）は、大韓民国ソウル特別市永登浦区新吉7洞にある、韓国鉄道公社（KORAIL）と、南ソウル軽電鉄の駅である。
乗り入れている路線は、線路名称上は京釜線とソウル軽電鉄新林線であるが、京釜線の当駅には電車線を走る京釜電鉄線（首都圏電鉄1号線）電車のみが停車する。駅番号は1号線が137、新林線がS402。京釜線の当駅は運転簡易駅で、駅等級は3級である。
新林線には聖愛病院の副駅名がある。

## 駅構造

### 1号線
2面2線の相対式ホームが1面2線の島式ホームを挟む形の合計3面4線の高架駅である。
京釜線列車線（KTX・ITX-セマウルなどの一般列車用線路）は大方駅の下をくぐって南側から北側へ移る。
| 1 | 京釜電鉄線 | 東仁川・天安急行 | 九老・東仁川・天安方面                     |
| 2 | 京釜電鉄線 | 龍山急行         | 鷺梁津・龍山方面                           |
| 3 | 京釜電鉄線 | 緩行             | 九老・仁川・西東灘・天安・新昌方面         |
| 4 | 京釜電鉄線 | 緩行             | ソウル駅・清凉里・光云大・楊州・逍遥山方面 |

### 新林線
相対式ホーム2面2線の地下駅で、スクリーンドアが設置されている。
案内上ののりば番号は設定されていない。
| 上り | 新林線 | セッカン方面                   |
| 下り | 新林線 | ポラメ・新林・書院・冠岳山方面 |

## 利用状況
近年の一日平均乗車人員推移は下記の通り。
| 路線       | 路線     | 2000年 | 2001年 | 2002年 | 2003年 | 2004年 | 2005年 | 2006年 | 2007年 | 2008年 | 2009年 | 出典  |
| ---------- | -------- | ------ | ------ | ------ | ------ | ------ | ------ | ------ | ------ | ------ | ------ | ----- |
| 京釜電鉄線 | 乗車人員 | 19,583 | 21,289 | 22,734 | 26,223 | 18,089 | 19,524 | 19,312 | 19,729 | 19,818 | 18,472 | [ 1 ] |
| 京釜電鉄線 | 降車人員 | 16,239 | 21,352 | 22,592 | 25,364 | 19,044 | 19,257 | 19,010 | 19,404 | 19,321 | 18,039 | [ 1 ] |
| 路線       | 路線     | 2010年 | 2011年 | 2012年 | 2013年 | 2014年 | 2015年 | 2016年 | 2017年 | 2018年 | 2019年 | 出典  |
| 京釜電鉄線 | 乗車人員 | 17,302 | 17,075 | 16,538 | 16,116 | 15,925 | 15,830 | 15,838 | 15,354 | 14,804 | 14,609 | [ 1 ] |
| 京釜電鉄線 | 降車人員 | 16,747 | 16,528 | 16,359 | 16,083 | 15,819 | 15,746 | 15,709 | 15,231 | 14,845 | 14,754 | [ 1 ] |
| 路線       | 路線     | 2020年 |        |        |        |        |        |        |        |        |        |       |
| 京釜電鉄線 | 乗車人員 | 10,512 |        |        |        |        |        |        |        |        |        |       |
| 京釜電鉄線 | 降車人員 | 10,711 |        |        |        |        |        |        |        |        |        |       |

## 駅周辺
- セッカン駅
- 63ビル
- KBS別館
- 空軍会館
- 大韓石炭公社（朝鮮語版）
- 大韓地籍公社（朝鮮語版）
- 韓国産業安全公団
- 汝矣島セッカン生態公園
- ソウル女性プラザ
- ソウル地方兵務庁（朝鮮語版）
- 聖愛病院（朝鮮語版）
- 汝矣島聖母病院（朝鮮語版）
- 輪中中学校
- 海軍会館
- 永登浦中学校
- 永登浦高等学校（朝鮮語版）
- 城南中学校
- 城南高等学校

## バス路線
| 汝矣橋方面 | 61 - 62 - 362                                                                                 |
| 6番出口    | 61 - 62 - 362                                                                                 |
| 鷺梁津路   | 360 - 361 - 363 - 462 - 507 - 5612 - 5614 - 605 - 6211 - 640 - 641 - 6411 - 650 - 6514 - 9408 |
| 4番出口    | 360 - 361 - 363 - 462 - 507 - 5612 - 5614 - 605 - 6211 - 640 - 641 - 6411 - 650 - 6514 - 9408 |
| 大方路     | 150 - 5531                                                                                    |
| 3番出口    | 150 - 5531                                                                                    |

## 歴史
- 1974年8月15日 - 京釜電鉄線開業と共に開業。
- 2011年 - ホームドア稼働開始。

## 隣の駅
韓国鉄道公社
京釜電鉄線
京仁線特急
通過
急行・緩行
鷺梁津駅 (136) - 大方駅 (137) - 新吉駅 (138)　
ソウル軽電鉄新林線
 新林線
セッカン駅 (S401) - 大方駅 (S402) - ソウル地方兵務庁駅 (S403)